# Außervillgraten
Aurach bei Kitzbühel este un oraș în landul Tirol, Austria.